# Torroella de Santa Pau
Torroella de Santa Pau és un casal de Santa Pau (Garrotxa) que forma part de l'Inventari del Patrimoni Arquitectònic de Catalunya.

## Descripció
La Torroella de Santa Pau disposa de diferents elements ornamentals destacables: la finestra del primer pis, la porta principal adovellada i les boniques finestres de transició -entre l'estil gòtic i el renaixentista- emmarcades per un bonic guardapols i acabats amb motius florals. Una d'aquestes finestres ha conservat la següent data: "1586-69".
La Torroella es tracta d'un gran casal situat a prop del poble de Santa Pau; Disposa de planta rectangular, baixos -pel bestiar-, planta noble i dos pisos superiors. Té la coberta amb els vessants encarats cap a les façanes principals. Els baixos, pràcticament sense cap obertura, estaven destinats a quadres pel bestiar; la planta noble disposa de grans finestrals i a la façana nord-est conserva tres boniques arcades de mig punt amb dues columnes monolítiques i capitells tallats.

## Història
La Torroella va ser bastida el segle xvi, moment de prosperitat del camp en què moltes masies són reformades i ampliades, convertint-se en les vastes masies que avui tenim. No cal descartar la possibilitat que existís un nucli primitiu molt més antic. La Torroella de Santa Pau va ser fortificada. La Torroella serveix, avui, com a segona residència. La masovera va dir que els seus senyors ho havien arranjat molt, sobretot "la gran sala de les arcades". L'accés a l'interior de l'edifici va ser impossible.